# Gerbilliscus gambiana
Gerbilliscus gambiana är en gnagare i underfamiljen ökenråttor som förekommer i västra Afrika. Populationen listades en tid som synonym till Gerbilliscus kempi och sedan 2010-talet godkänns den som art.

## Utseende
Arten blir 14,8 till 19,6 cm lång (huvud och bål), har en 13,0 till 17,5 cm lång svans och väger 66 till 140 g. Bakfötterna är 3,1 till 3,5 cm långa och öronen är 1,7 till 2,0 cm stora. Pälsen på ovansidan bildas av hår som är gråa nära roten, orangebruna i mitten och svarta vid spetsen vad som ger ett gråbrunt utseende. Det finns en tydlig gräns mot den vita undersidan. Huvudet kännetecknas av stora öron och en något spetsig nos. Gerbilliscus gambiana har helt vita framtassar men bakfötterna är på sulan mörka. Även svansen är uppdelad i en mörk ovansida och en vit undersida. Honor har fyra par spenar. Arten har en annan karyotyp än andra släktmedlemmar.

## Utbredning
Denna gnagare förekommer med två från varandra skilda populationer från Senegal och Gambia till gränsområdet Niger/Nigeria. Habitatet utgörs av mindre eller större trädansamlingar samt av odlingsmark. Djuret hittas även på öar i mangrove.

## Ekologi
Gerbilliscus gambiana är nattaktiv och går främst på marken. Den bygger underjordiska tunnelsystem som ligger cirka 30 cm under markytan. Födan utgörs av frön och insekter. Individernas revir överlappar varandra oberoende av kön. Dräktiga honor hittades vid slutet av regntiden och vid början av den torra perioden. Efter cirka 25 dagar dräktighet föds 2 till 6 ungar. Ungarna blir efter 11 till 15 veckor könsmogna. Denna ökenråtta jagas bland annat av ugglor.

## Status
Beståndets storlek är inte enhetlig. Ibland minskar det lokalt med 50 procent. Populationen återhämtar sig efteråt. I jordbruksområden betraktas arten som skadedjur. IUCN listar Gerbilliscus gambiana som livskraftig (LC).